# 嵐山駅 (京福電気鉄道)
嵐山駅（あらしやまえき）は、京都府京都市右京区嵯峨天龍寺造路町（さがてんりゅうじつくりみちちょう）にある、京福電気鉄道嵐山本線の停留場。同線の終着駅である。駅ナンバリングはA13。
京都を代表する観光地の一つ「嵐山」の中心に位置する駅である。阪急電鉄嵐山線にも同名の嵐山駅があるが離れているため、乗り換えには適さない。同駅との区別をつける為に当駅は「嵐電嵐山駅」と呼ばれる事がある。

## 歴史
1929年（昭和4年） -  1944年（昭和19年）にかけては愛宕山鉄道が、愛宕山の愛宕神社への参詣路線として発着していた。

### 年表
- 1910年（明治43年）3月25日：嵐山電車軌道の停留場として開業[2][4]。
- 1918年（大正7年）4月2日：会社合併により京都電燈が経営する嵐山電鉄の停留場となる[4]。
- 1929年（昭和4年）4月12日：移転。愛宕山鉄道が嵐山 - 清滝間に開業[4]。
- 1942年（昭和17年）3月2日：路線継承により京福電気鉄道の停留場となる[4]。
- 1944年（昭和19年）12月11日：愛宕山鉄道廃止[4]。
- 1974年（昭和49年）10月1日：女性専用ホテル「嵐山レディースホテル」を停留場に設ける[4]。
- 2002年（平成14年）
  - 6月15日：「嵐山レディースホテル」この日で営業終了[4]。
  - 10月26日：駅舎の元レディースホテル部分を中心に改装した商業施設「嵐山駅はんなり・ほっこりスクエア」が開業。
- 2004年（平成16年）9月18日：構内に「駅の足湯」開設[5]。
- 2007年[2]（平成19年）10月：全面改装。
- 2013年[2]（平成25年）3月15日：改札口撤去、ホーム上屋延長、トイレ改修などの全面改装[6][7]。
- 2018年（平成30年）3月26日：「嵐山駅はんなり・ほっこりスクエア」の2階・3階に「ファーストキャビン京都嵐山」が開業[8][9]。
- 2020年（令和2年）4月5日：「ファーストキャビン京都嵐山」が営業終了[10][11][12]。

## 停留場構造

### 駅構内
頭端式ホーム3面3線を有する地上駅である。朝の一部列車、および多客期の臨時列車が2番線から発車するほかは、全列車1番線から発車する。1番線には降車専用ホームもあり、2番線に到着した電車は、3番線側のホームを降車用のホームとして利用する。
1番線と2番線の間にあるホームには嵐山温泉の湯をひいた「駅の足湯」が設けられており、嵐山本線を利用する・しないに関係なく、利用券（有料・タオルつき。嵐電1日フリーきっぷ所持者は割引有）を購入すれば利用できる。当停留場と同じく構内に足湯を持つ九州旅客鉄道（JR九州）久大本線由布院駅「由布院駅あし湯」および阪急電鉄箕面線箕面駅「もみじの足湯」と姉妹提携「足湯三姉妹」を行っている。

#### のりば
| 番線 | 路線           | 行先                   | 備考                                       |
| ---- | -------------- | ---------------------- | ------------------------------------------ |
| 1    | ■嵐山本線      | 帷子ノ辻・四条大宮方面 |                                            |
| 2    | ■嵐山本線      | 帷子ノ辻・四条大宮方面 | 朝の一部列車、および多客期の臨時列車のみ   |
| 3    | （予備ホーム） | （予備ホーム）         | 貸切列車の発着や車両展示イベントなどで使用 |

付記事項
- かつて運行されていた北野線北野白梅町 - 当駅間の直通列車は、3番線から発車していた。

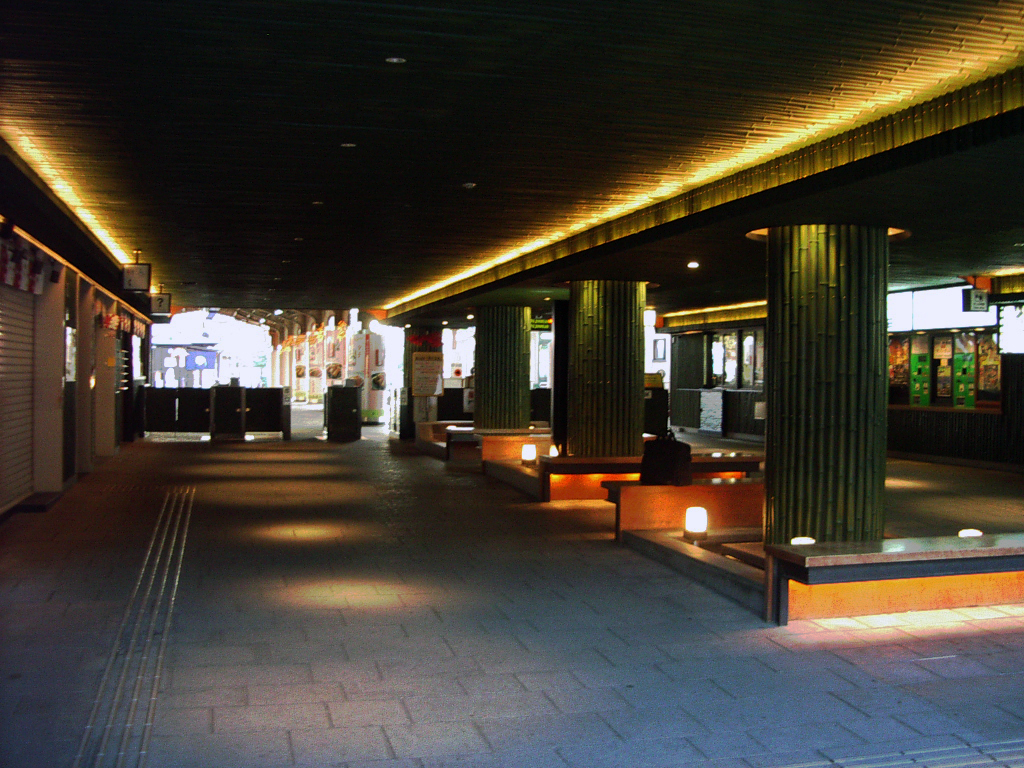
駅舎内（2007年11月）
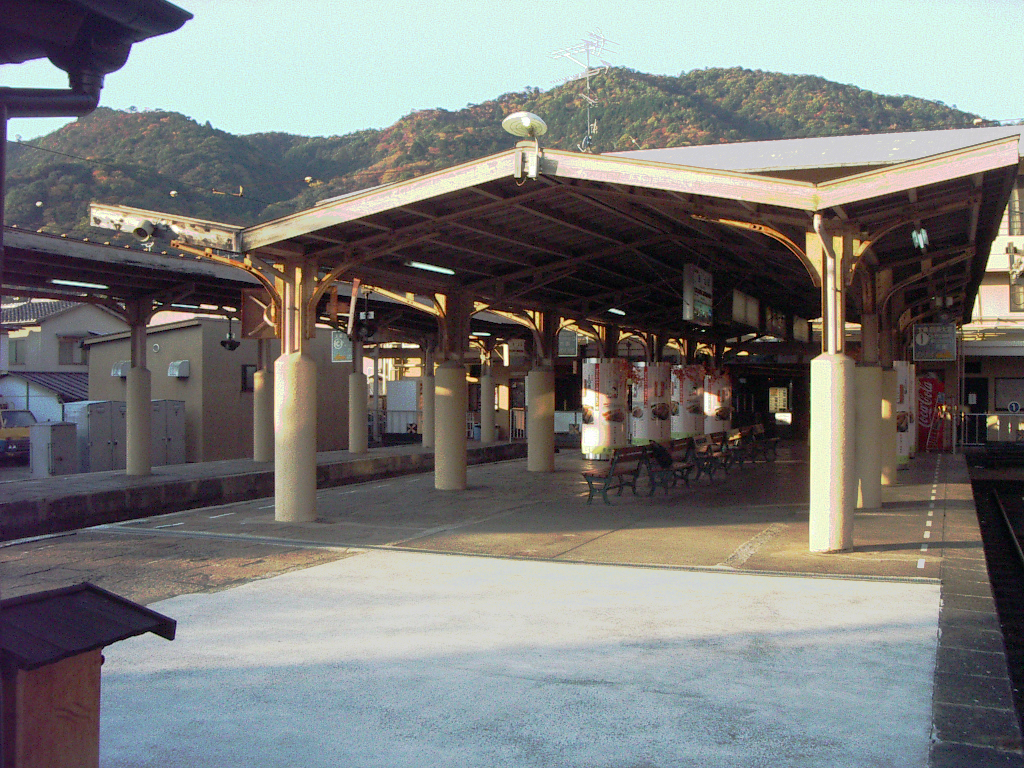
ホーム（2007年11月）
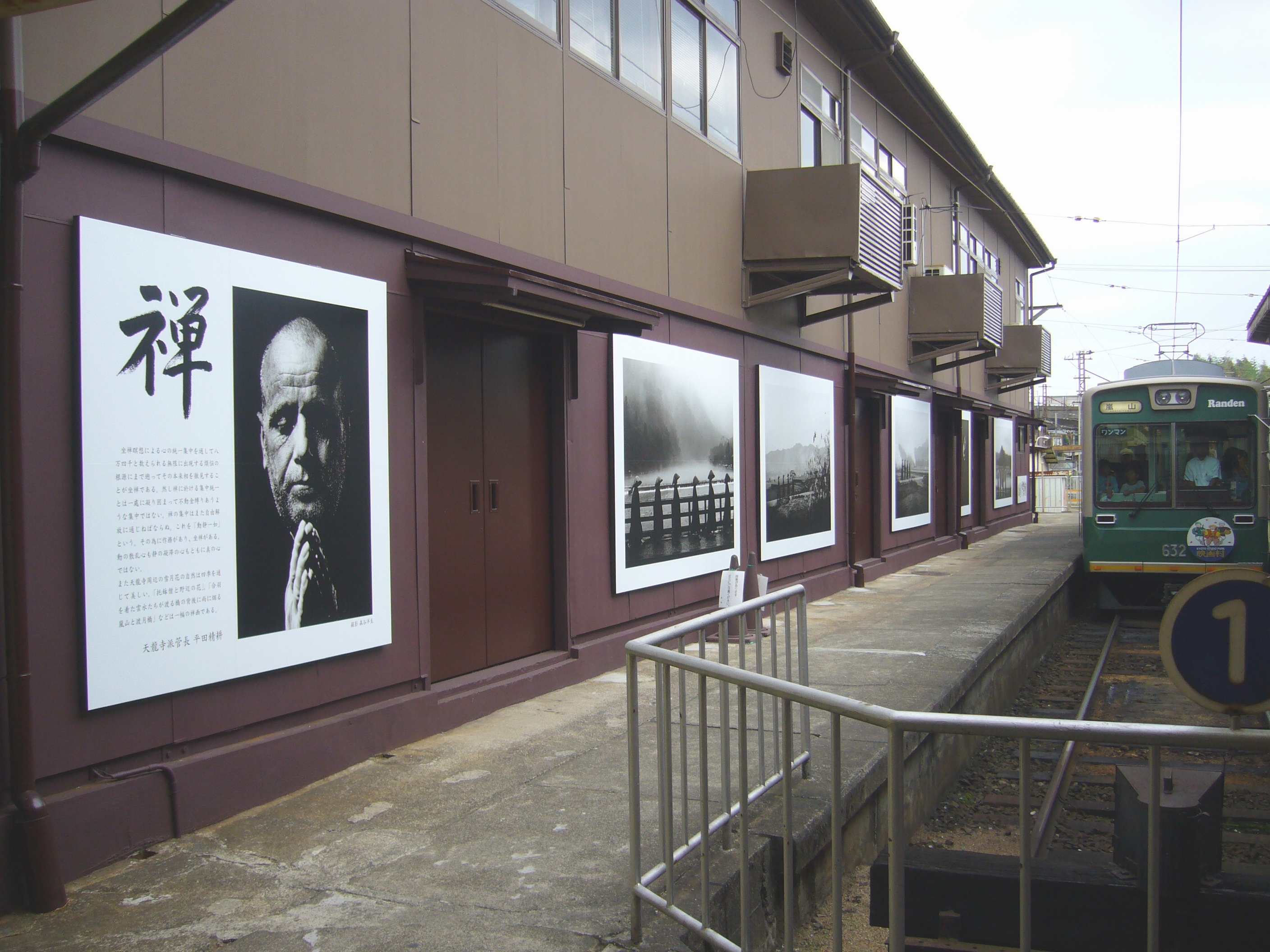
1番線横の降車専用ホーム（2007年10月）

### 付随施設など
駅舎は3階建てで、2階・3階部分が日本初の女性専用ホテル「嵐山レディースホテル」となっていたが、2002年に営業を終了し、土産物屋、漬物屋、飲食店などが入った商業施設「嵐山駅はんなり・ほっこりスクエア」に改装され、2007年10月にはインテリアデザイナー森田恭通のデザインで全面改装された。2018年にははんなり・ほっこりスクエア内に「ファーストキャビン京都嵐山」（ファーストキャビン直営、実情は施設名と同じ名称の関連会社が運営）がオープンしたが、2020年にファーストキャビンが東京地方裁判所に自己破産を申請したことに伴い、当該施設は営業を終了している。
2013年3月には再び森田恭通によるデザインで、改札口撤去、ホーム上屋延長、トイレ改修などの全面改装が完成し、東口が開設。この改装に伴い、ホームへは電車の乗車に関係なく出入りできるようになっている（前述の足湯は有料）。また、2013年7月にはプラットホームを中心に「キモノフォレスト」と呼ばれる友禅をLEDで透過させたアクリルポールを約600本林立させ、夜は幻想的な雰囲気となった。

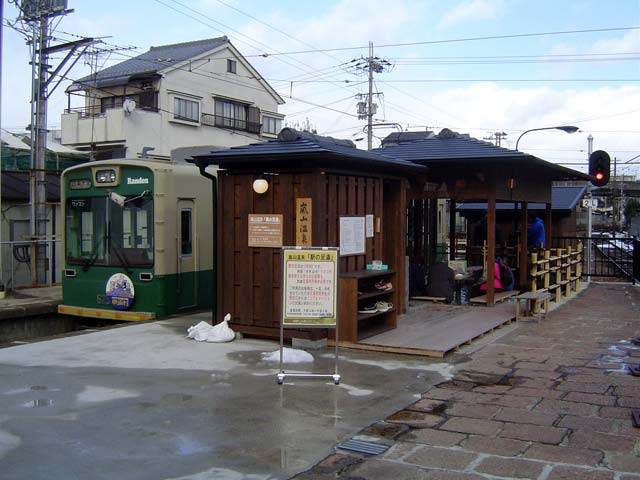
ホーム上の「駅の足湯」（2005年2月）
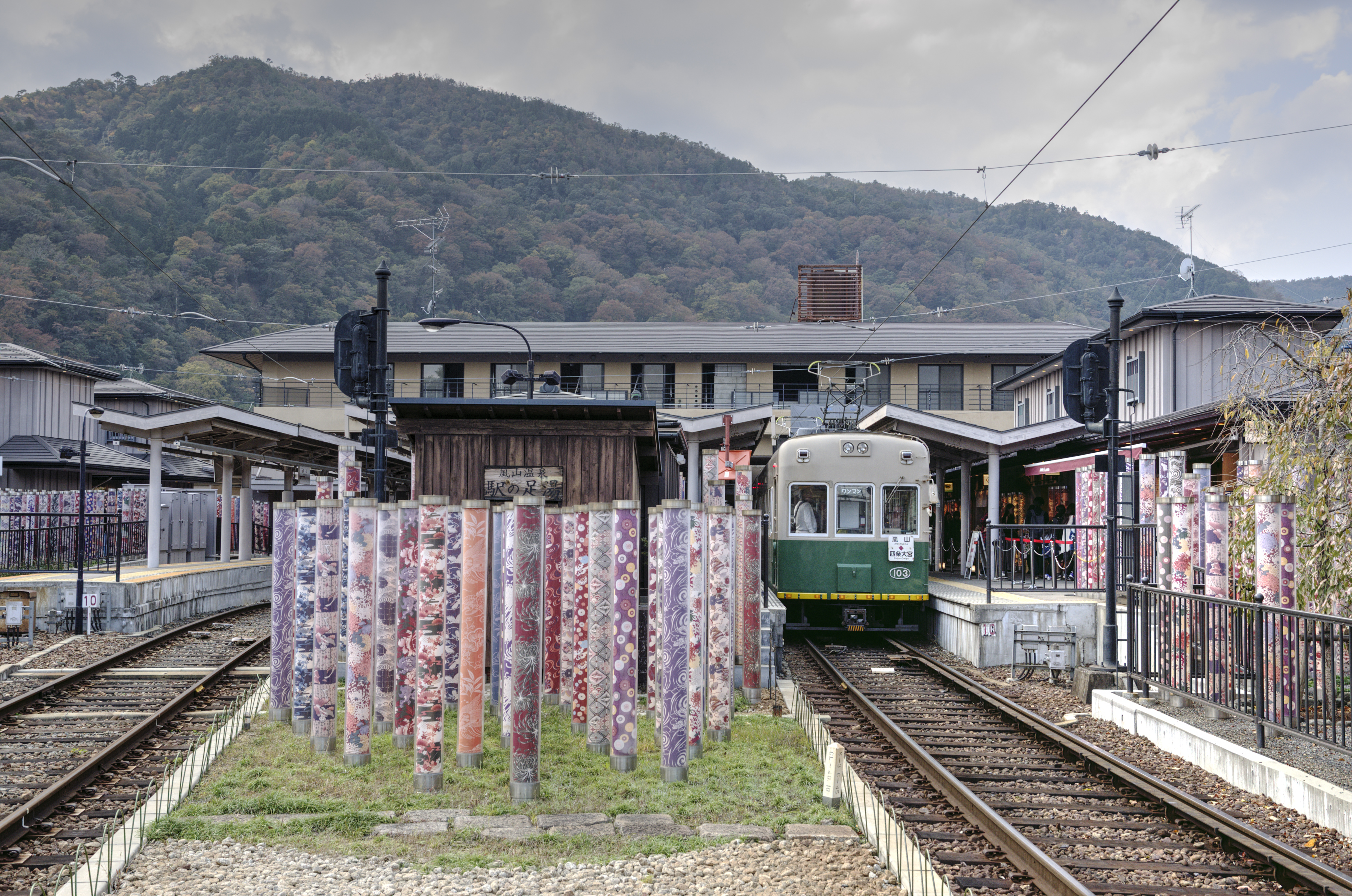
構内に設置されている「キモノフォレスト」（2017年11月）
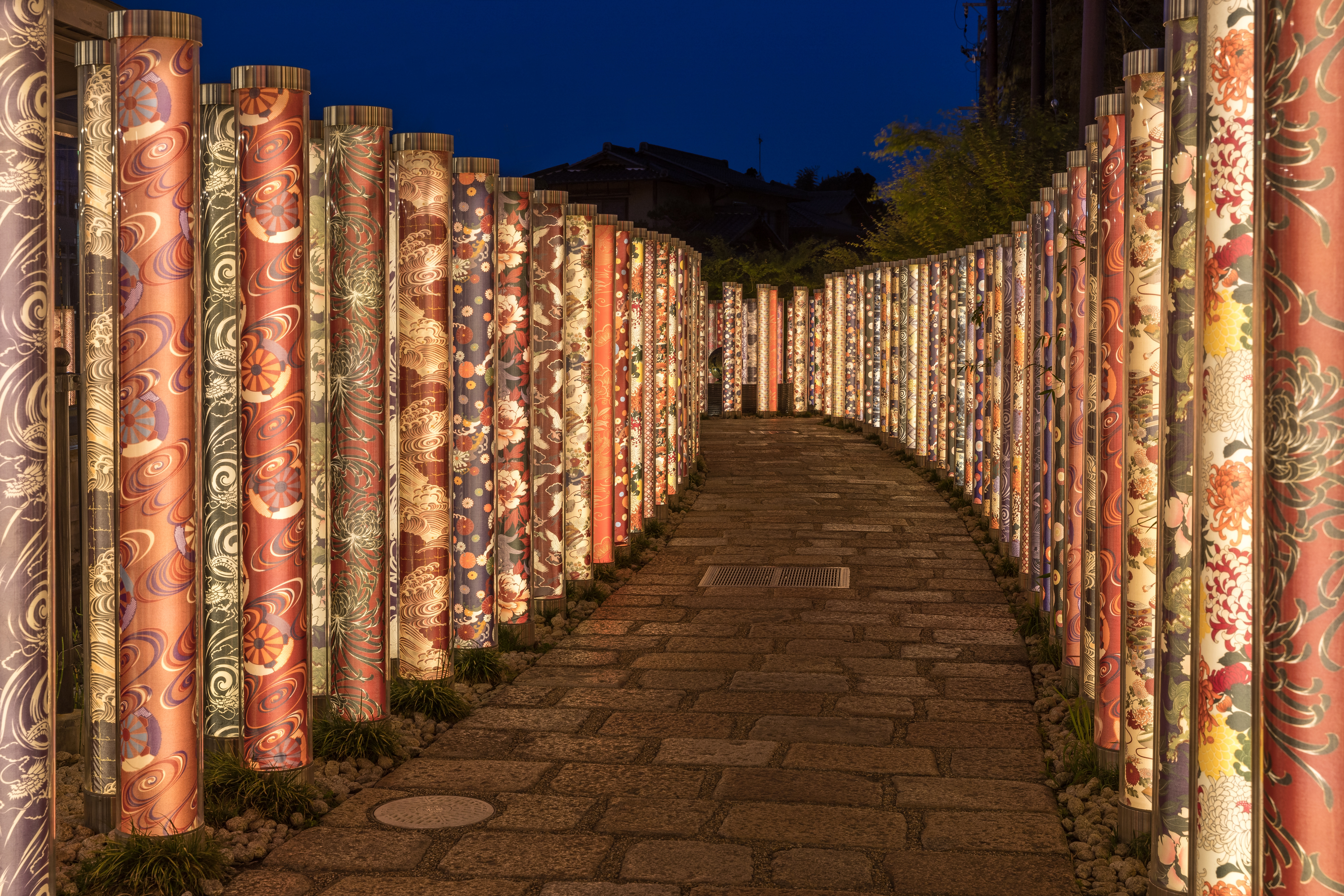
ライトアップされた「キモノフォレスト」（2019年6月）

## 停留場周辺
停留場前の道路は渡月橋から続く嵐山のメインストリートであり、天龍寺や嵐山公園が近い。
阪急電鉄嵐山駅へは徒歩約12分、西日本旅客鉄道（JR西日本）嵯峨嵐山駅・嵯峨野観光鉄道トロッコ嵯峨駅はともに徒歩約10分であるが、嵯峨嵐山駅とトロッコ嵯峨駅については隣の嵐電嵯峨駅の方が近い。

## バス路線
最寄りのバス停は嵐山天竜寺前（嵐電嵐山駅）である。かつては京都市営バスが「嵐山天竜寺前」、京都バスが「京福嵐山駅前」とバス停名が異なっていたが、2017年3月18日のダイヤ改正時に統一された。なお、土曜日と休日は停留場前の長辻通が北行一方通行となるため、一部系統が迂回を行い当停留所を経由しなくなる。1990年頃までの停留所名は市バス、京都バスともに「嵐電前」だった。
市バス
- Aのりば（長辻通南行）
  - 11号系統：四条烏丸・四条河原町 三条京阪行
  - 28号系統：四条大宮 京都駅行
  - 93号系統：西ノ京円町 錦林車庫行
  - 特93号系統：太秦天神川駅前行
- Bのりば（嵐山バス停・三条通東行）
  - 11号系統：四条烏丸・四条河原町 三条京阪行
  - 93号系統：西ノ京円町 錦林車庫行
  - 特93号系統：太秦天神川駅前行
- Cのりば（角倉町バス停・三条通東行）
  - 11号系統：四条烏丸・四条河原町 三条京阪行
- Dのりば（嵐山バス停・三条通西行）
  - 11号系統：山越中町行
  - 28号系統：四条大宮 京都駅行
- Eのりば（長辻通北行）
  - 11号系統：山越中町行
  - 28号系統：大覚寺行

京都バス
- 北行
  - 62・72・92系統：嵯峨釈迦堂前 経由　清滝行
  - 94系統：嵯峨釈迦堂前 経由　大覚寺・清滝行
  - 77系統：嵯峨小学校前行
  - 90系統：嵯峨釈迦堂、鳥居本(化野念仏寺)、嵐山-高雄パークウエイ 経由 西山高雄行
- 南行（平日のみ）
  - 62系統：阪急嵐山駅・太秦広隆寺・千本丸太町・御池通 経由 四条河原町･三条京阪行
  - 67系統：太秦広隆寺・映画村・千本丸太町・御池通 経由 四条河原町･三条京阪行
  - 72・快速72系統：阪急嵐山駅・太秦広隆寺(映画村)・太秦天神川駅前・西大路四条・四条大宮・四条烏丸 経由 京都駅行
  - 77系統：太秦広隆寺(映画村)・太秦天神川駅前・西大路四条・四条大宮・四条烏丸 経由 京都駅行
  - 92・94系統：阪急嵐山駅行

## 隣の停留場
京福電気鉄道
■嵐山本線
嵐電嵯峨駅 (A12) - 嵐山駅 (A13)
- 括弧内は駅番号を示す。